# Owain Fôn Williams
Owain Fôn Williams (* 17. März 1987 in Penygroes, Gwynedd) ist ein ehemaliger walisischer Fußballtorhüter, der einmal für die walisische Nationalmannschaft spielte.

## Sportlicher Werdegang
Fôn Williams ging als Jugendlicher zum englischen Zweitliganeuling Crewe Alexandra, der aber am Ende seiner Jugendjahre dort wieder in die dritte Liga abstieg. In dieser Zeit war er Stammtorhüter der U-19-Mannschaft, brach sich aber 2005 das Bein, was seine Karriere bremste. 2006 erhielt er einen Zweijahresvertrag. Er war dann aber nur dritter Torhüter bei Crewe und kam zu keinem Ligaeinsatz.
Nach Auslaufen seine Vertrages wechselte er daher 2008 zum Drittligaaufsteiger Stockport County, wo er schnell zum Stammtorhüter wurde. Im Oktober 2008 verlor er seinen Stammplatz aber an Fraser Forster, der für sechs Spiele ausgeliehen wurde. Danach gewann er seinen Stammplatz im Tor zurück und wurde im Mai 2009 als „Stockport County Player of the Year“ ausgezeichnet. Das weckte auch das Interesse englischer Premier-League-Vereine, wie Newcastle United, AFC Sunderland und Blackburn Rovers, zumal Stockport County in finanziellen Schwierigkeiten war. Er blieb aber zunächst und trotz guter Leistungen von Fôn Williams stieg der Verein am Ende der Saison 2009/10 als Tabellenletzter ab. In der folgenden Viertliga-Saison verlor er seinen Stammplatz nach vier Spielen an die acht Jahre ältere Neuerwerbung Matt Glennon. Er ließ sich daher im Oktober als Ersatz für den verletzten Cameron Belford an den  Ligakonkurrenten FC Bury ausleihen. Nach sieben Spielen kehrte er zu Stockport County zurück, wurde im Januar 2011 aber an den Drittliganeuling AFC Rochdale ausgeliehen. Für Rochdale blieb er in 22 Spielen siebenmal ohne Gegentor und trug dazu bei, dass der Neuling als Neunter nichts mit dem Abstieg zu tun hatte.
Im Juli 2011 erhielt er einen Zweijahresvertrag beim Drittligisten Tranmere Rovers. Mit den Rovers wurde er in den ersten beiden Spielzeiten 12., wobei er 15-mal ohne Gegentor blieb und 11. mit 14 Spielen ohne Gegentor. In der Saison 2013/14 blieb er dann nur siebenmal ohne Gegentor und stieg am Ende in die vierte Liga ab.  Die folgende Viertligasaison lief nicht besser: wieder konnten er und seine Mannschaft nur siebenmal ein Gegentor vermeiden und stiegen dann am Ende als Letzte ab.
Fôn Williams wechselte daraufhin zum schottischen Pokalsieger und Erstligisten Inverness Caledonian Thistle, für den er in 38 Erstligaspielen neunmal ohne Gegentor blieb. Nach Ablauf der regulären Saison mussten sie als Neunte in die Abstiegs-Play-offs, die sie als beste Mannschaft beendeten. Als Pokalsieger war Inverness auch für die 2. Qualifikationsrunde der UEFA Europa League 2015/16 qualifiziert, verlor aber das Heimspiel gegen den Vierten der rumänischen Meisterschaft Astra Giurgiu mit 0:1, so dass den Rumänen im Rückspiel ein torloses Remis reichte. Im Pokal scheiterten sie im Viertelfinal-Wiederholungsspiel an Hibernian Edinburgh und im Ligapokal an Ross County.
Im Januar 2018 wurde Fôn Williams an Indy Eleven in die North American Soccer League verliehen.
Im Juni 2019 wechselte Williams zum schottischen Erstligisten Hamilton Academical.

## Nationalmannschaft
Fôn Williams spielte für die walisische U-17- und U-19-Mannschaft, stand dort aber dort zunächst im zweiten Glied hinter Wayne Hennessey. 2007 und 2008 bestritt er dann mit der U-21-Mannschaft neun Spiele in der Qualifikation für die U-21-EM 2009. Er blieb dabei dreimal ohne Gegentreffer und nach dem Ende der Gruppenphase waren die Waliser Gruppensieger, scheiterten dann aber in den Playoffs an England.
Bei der A-Nationalmannschaft blieb er dann in 25 Spielen seit 2013 auf der Bank, darunter bei acht Spielen der Qualifikation für die WM 2014 und allen Spielen der Qualifikation für die EM 2016. Die Waliser konnten sich aber auch ohne seine aktive Mitwirkung erstmals für eine EM-Endrunde qualifizieren. Nach der Qualifikation kam er beim 2:3 gegen die Niederlande am 13. November 2015 zu seinem ersten Einsatz, als er in der 74. Minute für Hennessey eingewechselt wurde.
Am 9. Mai 2016 wurde er in den vorläufigen Kader für die EM 2016 berufen, mit dem am 23. Mai ein Trainingslager in Portugal begann. Er wurde dann als dritter Torhüter auch für den endgültigen Kader berücksichtigt, kam aber im Turnier nicht zum Einsatz.
In der nach der EM begonnenen Qualifikation für die WM 2018 wurde er zwar sechsmal nominiert, aber auch nicht eingesetzt. Danach wurde er nicht wieder nominiert.